# Grofija Berg (Nizozemska)
Dežela Bergh je bila praporno gospostvo v grofiji Zutphen in od leta 1486 kot grofija Berg cesarska grofija Berg v burgundskem cesarskem okrožju s sedežem na gradu Bergh v današnjem nizozemskem mestu 's-Heerenberg.

## Zgodovina
Berg je bil eden od štirih propornih gospostev (praporščin) grofije Zutphen. Berg je nosil tudi ime »Praporno gospostvo 's-Heerenberg«. Druge tri proporne gospostva so bila praporščina Baer, Bronkhorst in Wisch. V grbu vojvodine Geldern je takoj razvidno, da je bila dežela Berg eden najpomembnejših fevdov vojvodine v tistem času. Gospodje Berški so posest dali v  sekundarni fevd, prejemniki pa so morali praporščini zagotavljati zvestobo in vojaško pomoč.
Rodbina Berških se je začela v 11. stoletju s Konstantinusom I. de Monte, tudi Konstantinus de Melegarde, sinom Dawt'ouka iz Gararja . Konstantin se je rodil leta 1075. Konstantin je nosil tudi naziv "Knez Gargarski". Njegova sestra Arda, kneginja Gargarska, je bila žena Baldvina I. Jeruzalemskega. Konstantin je bil potomec kneževine Gargar. Kneževina Gargar se je nahajala v jugovzhodni Anatoliji in je bila v današnji turški provinci Adıyaman.
Viljem Berški je 8. septembra 1379 podelil mestne pravice 's-Heerenbergu. Območje je dobilo svojo upravo in se ločilo od zunanjih mest. Ločena mesta so bila še naprej znana kot Landdrostambt. Deželni drost je predstavljal gospoda in še naprej služil kot sodni izvršitelj v mestu. 
Leta 1416 je zemljišče prešlo v last rodbine gospodov Leških, veje gospodov Wassenaarskih. Cesar Friderik III. je rodbini oziroma  Osvaldu I. Berškemu leta 1486 podelil podelil naslov cesarskega grofa in praporno gospostvo povzdignil v cesarsko grofijo.
Grof Viljem IV. Berški (1537–1586) je s strani kritika lova na čarovnice Johanna Weyerja (1515/16–1588) prepoznan kot nasprotnik mučenja in uporabe smrtne kazni . Leta 1581 je postal guverner Gelderlanda in Zutphena v okviru novoustanovljene Utrechtske unije, a je bil že po nekaj letih odstavljen zaradi stikov s špansko stranjo. Bil je poročen z Marijo Nassau-Dillenburško (1539–1599), sestro Viljema Oranskega (1533–1584).
Viljem IV. sin Hermana Berškega (1586–1611) je naredil kariero na španski strani in leta 1593 postal guverner španskega Geldersa. Njegova sestra Elizabeta Berška-s'Heerenberška (1581–1614) je bila kneginja-opatinja Esna od 1605 do 1614 in opatinja v samostanih Freckenhorst (od 1605) in Nottuln (od 1613). Druga sestra, Katarina Berška-'s-Heerenberška (1578–1640), je bila poročena s Florisom II. grofom Culemborškim (1577–1639), gospodom Pallandta.
Leta 1712 je grofija prešla na rodbino Hohenzollern-Berških in končno leta 1769 na rodbino Hohenzollern-Sigmaringenskih. Leta 1802 je bilo gospostvo Berško in grofija  ukinjeno zaradi Napoleonove aneksije levega brega Rena k Franciji.

## Plemiški grb
Ozadje družinskega grba je srebrno. Srebrna barva ustreza plemiškemu grbu Jeruzalemskega kraljestva, ki je bilo ustanovljeno leta 1090. Črn rob naj bi predstavljal grajsko obzidje in ta rob bi se lahko nanašal tudi na moto Montferland. Za 11 kovancev v črni obrobi lahko rečemo, da so odposlanci ali so znani tudi kot medalje.
Rdeči lev v sredini se imenuje "Lev iz grla", ker se nanaša na Kılıç Arslana I., seldžuškega sultana Ruma. Skupnost Montferland se je držala devetih odposlancev, ker se številka devet nanaša na najstarejši pečat rodbine Berških iz leta 1207. Kasneje je bil grb v tej obliki določen s kraljevim odlokom po oceni vrhovnega sveta plemstva. 

## Obseg grofije Berg
Pod grofijo Berg so spadala naslednja gospostva:
- Gospostvo Moitié-Wisch;
- Gospostvo Homet;
- Gospostvo Boxmeer;
- Gospostvo Bilant;
- Gospostvo Almsteen;
- Gospostvo Hedel;
- Gospostvo Stevensweerd.

## Spletne povezave
- Zgodovina plemiške rodbine Berških